# Liste der Einträge im National Register of Historic Places im Hardin County (Texas)
Die Liste der Registered Historic Places im Hardin County führt alle Bauwerke und historischen Stätten im texanischen Hardin County auf, die in das National Register of Historic Places aufgenommen wurden.

## Aktuelle Einträge
| Lfd. Nr. | Name im NRHP       | Bild | Datum der Eintragung | Adresse/Lage | Ort     | NRHP-ID  | Beschreibung |
| -------- | ------------------ | ---- | -------------------- | ------------ | ------- | -------- | ------------ |
| 1        | Ada Belle Oil Well |      | 20. Jan. 1980        | N of Batson  | Batson  | 80004126 |              |
| 2        | Kirby-Hill House   |      | 20. Mai 1999         | 210 Main St. | Kountze | 99000610 |              |